# Port de commerce de Kherson
Le port de commerce de Kherson est un port fluvial d'Ukraine sur le Dniepr.

## Histoire
Il se trouve sur le court inférieur du Dniepr, il est une entrée pour le système ferroviaire avec la gare de Kherson-port.

## Caractéristiques
Il se trouve à 15 kilomètres de l'embouchure du Dniepr, il est accessible toute l'année.

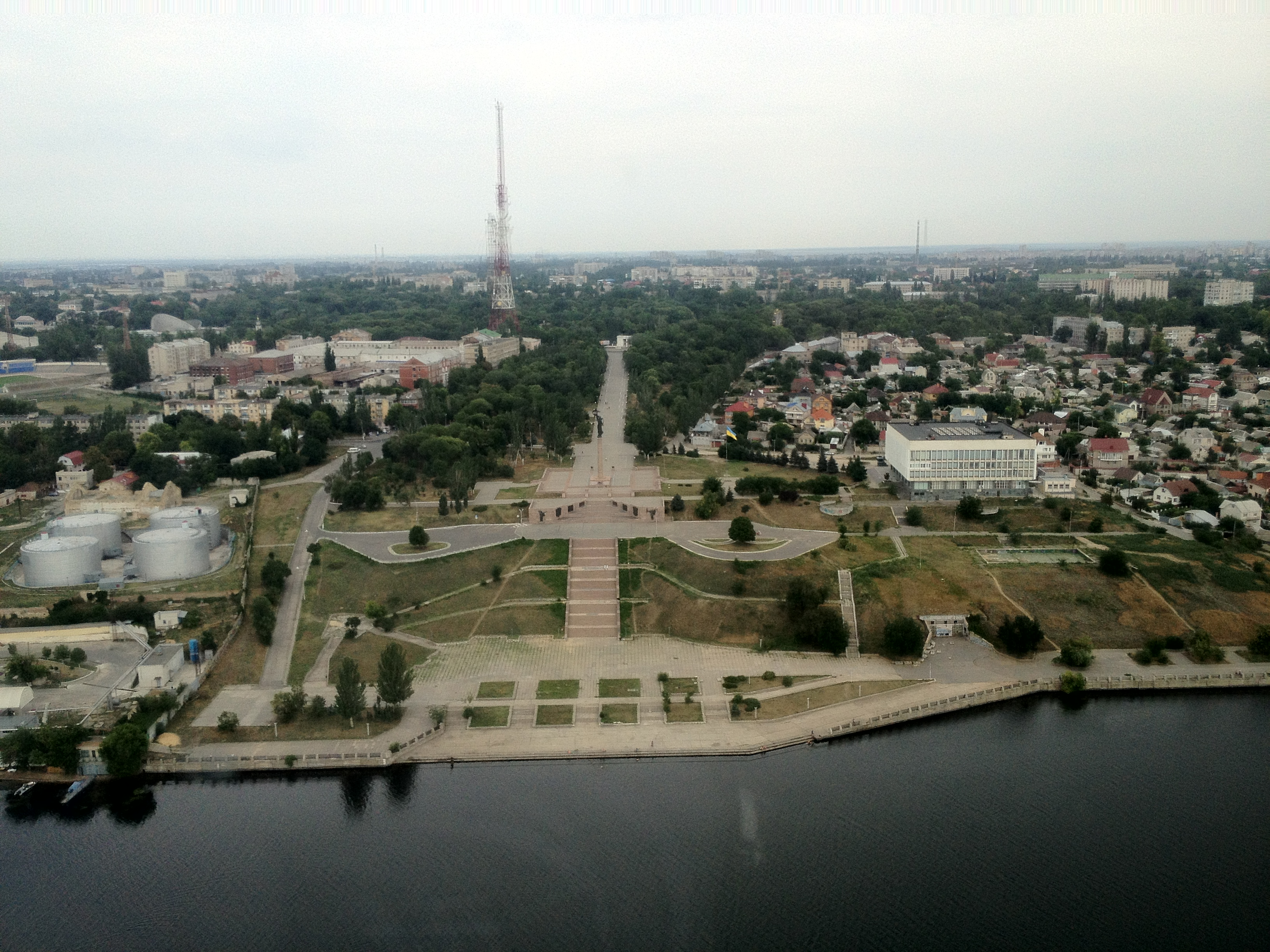
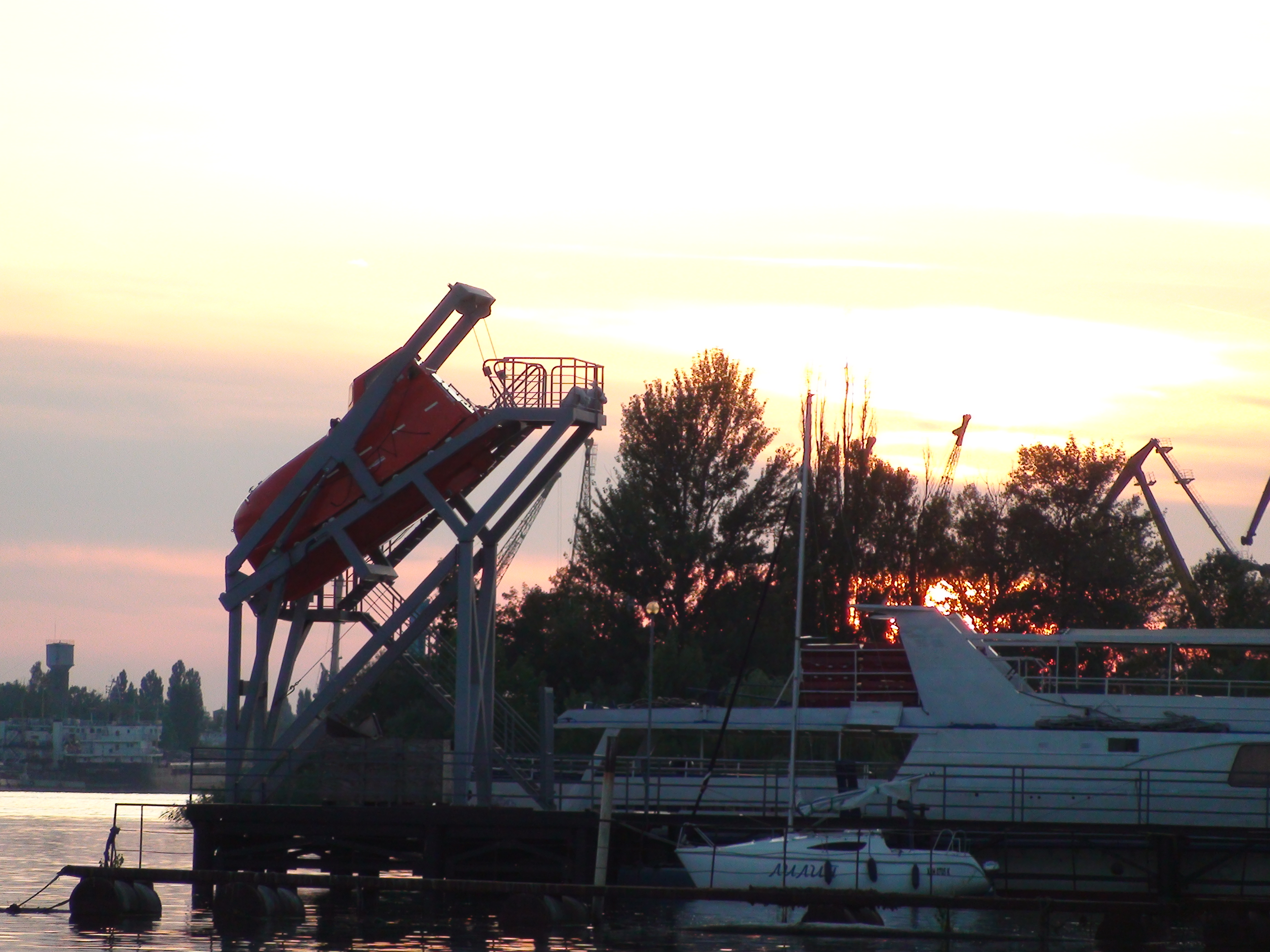

## Intermodalité
Il a eu un trafic de 4,2 millions de tonnes en 2008 et 3,7 millions tonnes en 2016.